# Régine Engström
Pour les articles homonymes, voir Engström.
Régine Engström, née Régine Laurendon le 30 mai 1964 à Paris, est une haute fonctionnaire française.
Après une longue carrière à la mairie de Paris et un passage comme secrétaire générale de deux ministères, elle est la première femme nommée préfète du département du Loiret et de la région Centre-Val de Loire du 1er mars 2021 au 21 août 2023

## Biographie

### Famille
Régine Marie-Aimée Laurendon naît le 30 mai 1964 à Paris. Elle est mariée au Suédois Mats Engström, ils ont trois enfants.

### Formation
Régine Engström est diplômée de l'École des ingénieurs de la ville de Paris en 1987, diplômée du mastère de management et gestion publique de l'École nationale des ponts et chaussées,. Elle suit le cycle 2013-2014 d'auditeur du Centre des hautes études pour le développement économique (CHEDE).

### Carrière
De juin 1993 à mai 1997, elle est cheffe du bureau des analyses et études financières de la direction de la protection de l'environnement de la ville de Paris[source insuffisante]. Le 1er juin 1997, elle est nommée directrice générale adjointe des services funéraires de la ville de Paris. À partir du 1er juillet 1999, elle est directrice d'exploitation et des relations avec les communes à l'agence métropolitaine de gestion des déchets - SYCTOM de Paris. Le 1er juin 2003, elle est nommée cheffe du service ressources et méthodes à la direction des finances de la ville de Paris.
Le 1er septembre 2009, elle est nommée directrice des espaces verts et de l'environnement de la ville de Paris,.
Le 1er octobre 2014, elle est nommée directrice générale de l'entreprise publique Eau de Paris,.
Le 1er juillet 2016, elle est nommée « secrétaire générale, haut fonctionnaire de défense et de sécurité, commissaire aux transports et aux travaux publics et de bâtiment du ministère de l'environnement, de l'énergie et de la mer, en charge des relations internationales sur le climat, et du ministère du logement et de l'habitat durable »,.
Le 1er novembre 2019, elle est directrice des partenariats stratégiques et de la responsabilité sociétale et environnementale chez Nexity,,.
Le 1er mars 2021, elle succède à Pierre Pouëssel comme préfète du Loiret et de la région Centre-Val de Loire,,. 
En mai 2022, elle est candidate à la direction de l'Office national des forêts,.
En août 2023, elle est remplacée par Sophie Brocas comme préfète du Loiret et de la région Centre-Val de Loire. Régine Engström doit ensuite rejoindre le ministère de la Transition écologique et de la Cohésion des territoires.

### Condamnation pour prise illégale d'intérêts
En 2022, elle est visée par une enquête pour prise illégale d'intérêts dans le cadre d'un projet immobilier sur le site de la caserne Gudin, et la préfecture est perquisitionnée,,. Son procès se déroule à partir 16 octobre 2023.
Elle est condamnée à 25 000 € d'amende et une interdiction d'exercer une fonction publique d'un an avec sursis. Régine Engström a fait appel de la décision.

## Récompenses et distinctions
Le 30 décembre 2017, Régine Engström, née Laurendon (Régine, Marie-Aimée) est nommée au grade de chevalier dans l'ordre national de la Légion d'honneur au titre de « secrétaire générale, haut-fonctionnaire de défense et de sécurité du ministère de la transition écologique et solidaire et du ministère de la cohésion des territoires ; 31 ans de services. ».
Le 12 juillet 2019, Régine Engström, ingénieure cadre supérieure générale de classe exceptionnelle de la ville de Paris, est intégrée dans le corps des ponts, des eaux et des forêts dont elle a le grade d'« ingénieure générale de classe exceptionnelle »